# Океани поза межами Землі
«Океани поза межами Землі» (англ. Alien Oceans: The Search for Life in the Depths of Space) — науково-популярна книга американського письменника та науковця Кевіна Пітера Генда 2020 року. У книзі обговорено можливість існування життя на планетах і супутниках із підповерхневими океанами. Автор наполягає, що загальне розуміння зони, придатної для життя, має включати природні супутники навколо газових гігантів. Супутники, про які йдеться в книзі, включають Європу, Енцелад і Тритон.
Генд написав цю книгу, щоб популяризувати цю наукова інформація для широкої громадськості.